# Drôle de chasse
Pour plus de détails, voir Fiche technique et Distribution.
Drôle de chasse, ou Un lapin chasseur (Hare-um Scare-um), est un cartoon des Merrie Melodies réalisé par Ben Hardaway et Cal Dalton en 1939 et mettant en scène le prototype de Bugs Bunny conçu par Charles Thorson.

## Résumé
Un bon contribuable américain lit son journal. Il devient furieux en apprenant l'augmentation du prix de la viande. Pour s'en procurer à moindre coût, il décide de partir à la chasse au lapin avec son chien. Ce dernier repère des traces de gibier. C'est le prototype de Bugs (parfois surnommé « Happy Rabbit »), qui imprime des empreintes de pas au sol avec une sorte de tampon encreur, jusque sous une pierre. Le chien suit scrupuleusement les traces, et se retrouve sous la pierre. Effrayé, il se réfugie dans un tronc creux. Le lapin lui cache les yeux, joue aux devinettes. Le chien répond fidèlement, mais pour toute récompense, le lapin envoie rouler le tronc avec le chien contre un arbre situé près d'un lac en contrebas. Le lapin ausculte le chien « sonné », lui demande s'il ressent des troubles, puis conclut que c'est dû à... lui, le lapin. Aussitôt, le lapin éclate de rire à la façon de Woody Woodpecker et disparaît en faisant des bonds dans l'eau, comme un fou. Le chasseur croit voir des lapins sauter en haut d'une butte. Il tire, accourt derrière la butte mais découvre, furieux, deux roues en mouvement portant des simulacres de lapins à la place de lapins morts. À quelques pas, il remarque Bugs endormi. Il lui « sale la queue » (mais avec du vrai sel de salière et non de la chevrotine !). Le lapin se lève brusquement et tend une branche de céleri pour récupérer le sel, branche qu'il croque avec délice avant de le fourrer sous le nez et dans la bouche du chasseur. Il rend le chasseur perplexe quand l'entrée du terrier se change en ascenseur. 
À nouveau, le chien est sur les traces du lapin. Celui-ci enfile un déguisement de chienne affriolante. Le chien en tombe amoureux, mais se rend compte qu'il n'embrasse que la pelisse. Rendu fou furieux, il course le lapin. Bugs le laisse passer, puis chevauchant une « moto invisible » et déguisé en policier, il fait mine de lui infliger une amende puis le quitte en plein délire verbal. Le lapin chante et laisse libre cours à sa folie, cite les Looney Tunes, asperge l'écran avec une bouteille de ketchup, se cache derrière un épouvantail. Mais il se retrouve face au fusil du chasseur. Il plaide alors sa cause : il se déclare être trop maigre pour qu'il le mange, et être même réformé par le gouvernement pour cause de pieds plats (tampon sur la patte à l'appui) ; il tousse enfin comme un mourant pour le convaincre. Le chasseur, ému, se met à pleurer. Le lapin sans loi lui propose d'en finir là et de se serrer la main. Mais il « l'électrocute » avec une poignée de main électrique (en) cachée dans celle-ci. Le chasseur le défie alors, lui et toute sa famille. Bugs revient en un éclair... accompagné de sa famille, une foule de lapins menaçants ! L'iris de fin du cartoon se referme sur cette scène.

## Fiche technique
- Réalisation : Ben Hardaway et Cal Dalton
- Scénario : Melvin Millar
- Montage : Treg Brown (non crédité)
- Producteur : Leon Schlesinger
- Société de production : Leon Schlesinger Studios
- Société de distribution : Warner Bros. Pictures
- Pays de production : États-Unis
- Langue originale : Anglais
- Format : 1,37 :1 Technicolor
- Durée : 8 minutes
- Date de sortie :
  - États-Unis : 12 août 1939

## Censure de la séquence finale
Les chaînes de télévision qui rediffusent le dessin animé ne montrent pas la dernière scène suivante : les lapins se lancent sur le chasseur dans une grande mêlée et en un gros nuage de poussière. Une fois le nuage dissipé et les lapins repartis, on voit le chasseur en piteux état. Le lapin revient avec le fusil détruit et le jette à terre avec force. Il se tourne vers le chasseur et le moque une dernière fois : « Tu devrais le réparer, quelqu'un pourrait se blesser avec ! ». Il le quitte en « marchant sur la tête » (il fait des bonds avec la tête contre le sol). Le chasseur fait une dépression, il devient fou. Il part de la même façon que le lapin, en faisant des bonds sur la tête. 
Il a d'abord été cru que la fin du dessin animé avait été censuré parce qu'elle montrait les têtes décapitées du chasseur et de son chien roulant au soleil couchant. L'historien de l'animation David Gerstein avec Jerry Beck et Mark Kausler ont mis fin à la rumeur en 2009. La séquence a été plutôt enlevée parce que trop semblable à la fin du dessin animé Daffy et l'Apprenti chasseur sorti un an auparavant.

### Animateurs
- Gil Turner : animateur
- Charles Thorson : création/designer de personnages  (non crédité)

### Orchestration
- Carl W. Stalling : directeur musical
- Milt Franklyn : chef d'orchestre (non crédité)

## Disponibilité en DVD
- La Collection Platinum des Looney Tunes : Volume 2, disque 2